# Feliks Lewin
Feliks Lewin, ros. Феликс Левин (ur. 5 listopada 1958 we Lwowie) – ukraiński szachista, reprezentant Niemiec od 1998, arcymistrz od 1998 roku.

## Kariera szachowa
W międzynarodowych turniejach występuje od końca lat 80. XX wieku. W roku 1991 zwyciężył w kołowym turnieju w Kecskemét, w 1993 podzielił I miejsce (wraz z Milanem Draško) w Podgoricy, w 1996 triumfował (wraz z Romualdem Mainką i Edvinsem Kengisem) w otwartym turnieju w Weilburgu, natomiast w 1997 zajął I miejsce w Budapeszcie (First Saturday FS10 IM-A). W kolejnych latach odnosił sukcesy przede wszystkim w turniejach open, m.in.:
- Greifswald (1998, dz. I m. m.in. wraz ze Zbigniewem Księskim),
- Recklinghausen (2000, dz. I m. z Danielem Fridmanem i Romualdem Mainką),
- Le Touquet (2001, dz. I m. m.in. wraz z Jean-Markiem Degraeve i Siergiejem Kaliniczewem),
- Bad Wörishofen (2002, dz. I m. z Edvinsem Kengisem, Kiryłem Georgijewem i Wjaczesławem Ejnhornem)[2],
- Büdelsdorf (2004, dz. I m. wspólnie z Florianem Handke),
- Gausdal (2006, turniej B, I m.),
- Bad Wörishofen (2007, dz. II m. za Bu Xiangzhi, m.in. wraz z Olegiem Romaniszynem, Stanisławem Sawczenko i Siergiejem Gałduncem),
- Benasque (2007, dz. I m. wspólnie z Tamazem Gelaszwilim),
- Korfu (2007, dz. I m. wspólnie z Arkadijem Rotsteinem),
- Gausdal (2008, turniej B, dz. I m. wspólnie z Jonem Hammerem i Aloyzasem Kveinysem),
- Duisburg (2008, dz. I m. wspólnie z Gerlefem Meinsem(inne języki)).

Najwyższy ranking w dotychczasowej karierze osiągnął 1 lipca 2008 r., z wynikiem 2564 punktów zajmował wówczas 15. miejsce wśród niemieckich szachistów.